# Мелпомени Страти
Мелпомѐни Стра̀ти (на гръцки: Μελπομένη Στράτη) e гръцка учителка и деятелка на Гръцката въоръжена пропаганда.

## Биография
Родена е в 1882 година в Солун, Османската империя. Съпруга е на Стефанос Франдзис. Учи в атинското училище Арсакио. След завършването си е назначена за гръцка учителка в българското градче Гумендже, където е близка сътрудничка на гръцкия ръководител доктор Ангелос Сакелариу. В 1903 година Страти е сред основателите на тайния гръцки революционен комитет и е активна участничка в гръцката въоръжена пропаганда. След 1904 година сътрудничи активно на новия организатор на гръцката пропаганда в Солунско генералния консул Ламброс Коромилас. Нейни сътруднички са ученичките ѝ Ана и Юлия Котрони.
Умира в 1978 година.